# Stade Ange Casanova
Stade Ange Casanova – stadion piłkarski we francuskiej miejscowości Ajaccio na Korsyce. Swoje mecze rozgrywa tu klub Gazélec Ajaccio. Stadion został zbudowany w 1960 r. W 2012 został wyremontowany. Rekordowa frekwencja na stadionie to 9682 widzów 20 marca 1990 podczas meczu Gazélec Ajaccio z Olympique Marsylia w Pucharze Francji.